# ガーリチ公
ガーリチ公（ロシア語: Князь Галицкий、ウクライナ語: Князь галицький、リトアニア語: Haličo kunigaikštis、ポーランド語: Książę halicki）はガーリチ公国の君主の称号である。（「公」はクニャージからの訳出による。）公・公国の名は、その中心都市だったガーリチ（現ウクライナ・ハールィチ）による。

## 略史
ルーシ南西部では、987年にフセヴォロド・ウラジミロヴィチがウラジーミル・ヴォルィンスキーに配置され、ヴォルィーニ公国が成立した。その後1085年に、ヴォルィーニ公国から、ロスチスラフ・ウラジミロヴィチの3人の子（ガーリチ・ロスチスラヴィチ家(ru)）によって、テレボヴリ公国、ズヴェニゴロド公国、ペレムィシュリ公国が独立、さらに1124年、テレボヴリ公の子、イヴァン・ヴァシリコヴィチがガーリチを分割相続し、ガーリチ公国が成立した。1141年、ウラジーミル・ヴォロダレヴィチの元に、ガーリチ・テレボヴリ・ズヴェニゴロド・ペレムィシュリが継承・統合され、ガーリチに首都が置かれる。これによって、1124年時に比し、より広大な領土を有する公国に改編された。なお、この間、ヴォルィーニ公国は別個の独立した公国として存続している。
しかし、12世紀末のウラジーミル・ヤロスラヴィチの死によって、ガーリチ・ロスチスラヴィチ家は断絶した。翌年、ヴォルィーニ公位にあったロマン・ムスチスラヴィチ（ガーリチ・ロマン家(ru)）がガーリチ公国を併せ、ガーリチ・ヴォルィーニ公国が成立した。ただしロマンの死後、ガーリチ領、ヴォルィーニ領内共にいくつかの分領公国が分離することとなる。またこの間には、リューリク朝の他系統の公家出身者、さらにはハンガリー王家出身の公も登場した。
モンゴルのルーシ侵攻以降、ダニール・ロマノヴィチが再度ガーリチ・ヴォルィーニ公領を統合する（ガーリチ、ヴォルィーニ公等の複数の公位は存続）が、ジョチ・ウルスに従属しつつの公国存続となった。ガーリチ公位はダニール・ロマノヴィチの子孫によって相続され、1254年からはルーシ王の称号を併称した。その後、14世紀前半に断絶し、ガーリチ・ヴォルィーニ公国領はポーランド王国・リトアニア大公国の係争地となった。ハールィチ・ヴォルィーニ戦争の過程で、ガーリチ公領はポーランド王国に接収され、公位は廃止された。

## ガーリチ公の一覧
ガーリチ・ロスチスラヴィチ家
- イヴァン・ヴァシリコヴィチ - 在位：1124年 - 1141年
- ウラジーミル・ヴォロダレヴィチ - 在位：1141年 - 1144年[1]
- イヴァン・ロスチスラヴィチ - 在位：1144年 / 1146年[1]
- ウラジーミル・ヴォロダレヴィチ - 在位：1144年 - 1153年[1]（再任）
- ヤロスラフ・ウラジミロヴィチ - 在位：1153年 - 1187年[1]
- オレグ・ヤロスラヴィチ - 在位：1187年 - 1188年
- ロマン・ムスチスラヴィチ - 在位：1187年 - 1188年[2]

アールパード朝
- アンドラーシュ - 在位：1188年

ガーリチ・ロスチスラヴィチ家
- ロスチスラフ・イヴァノヴィチ - 在位：1188年 - 1189年
- ウラジーミル・ヤロスラヴィチ - 在位：1190年 - 1198年[3] / 1199年[1]（：ガーリチ・ロスチスラヴィチ家断絶）

ガーリチ・ロマン家(ru)
- ロマン・ムスチスラヴィチ - 在位：1199年 - 1205年[2][4]（：ガーリチ・ヴォルィーニ公国成立。ガーリチ・ヴォルィーニ公）
- ダニール・ロマノヴィチ - 在位：1205年 - 1206年[2]（：公位再分割）

チェルニゴフ・オレグ家(ru)
- ウラジーミル・イゴレヴィチ - 在位：1206年 - 1207年[5]
- ロマン・イゴレヴィチ - 在位：1207年 - 1209年[5]

モノマフ家(ru)
- ロスチスラフ・リュリコヴィチ - 在位：1210年

チェルニゴフ・オレグ家
- ウラジーミル・イゴレヴィチ - 在位：1210年 - 1211年[5] （再任）

ガーリチ・ロマン家
- ダニール・ロマノヴィチ - 在位：1211年 - 1212年[2]（再任）

モノマフ家
- ムスチスラフ・ヤロスラヴィチ[注 2] - 在位：1212年 - 1213年

アールパード朝
- カールマーン - 在位：1213年 - 1215年

モノマフ家
- ムスチスラフ・ムスチスラヴィチ - 在位：1215年

アールパード朝
- カールマーン - 在位：1215年 - 1219年 （再任）

モノマフ家
- ムスチスラフ・ムスチスラヴィチ - 在位：1219年 - 1228年（再任）

アールパード朝
- アンドラーシュ - 在位：1228年 - 1229年

ガーリチ・ロマン家
- ダニール・ロマノヴィチ - 在位：1230年 - 1232年[2]（再任）

アールパード朝
- アンドラーシュ - 在位：1231年 - 1233年（再任）

ガーリチ・ロマン家
- ダニール・ロマノヴィチ - 在位：1233年 - 1234年[2]（再任）

チェルニゴフ・オレグ家
- ミハイル・フセヴォロドヴィチ - 在位：1235年 - 1238年
- ロスチスラフ・ミハイロヴィチ - 在位：1238年

ガーリチ・ロマン家
- ダニール・ロマノヴィチ - 在位：1238年 - 1264年[2]（以下、1254年よりルーシ王併称。）
- レフ・ダニーロヴィチ - 在位：1264年 - 1301年[2]
- ユーリー・リヴォヴィチ - 在位：1301年 - 1308年[2]
- レフ・ユーリエヴィチ - 在位：1308年 - 1323年頃
- アンドレイ・ユーリエヴィチ - 在位：1308年 - 1323年[2]
- （ウラジーミル・リヴォヴィチ[注 3] - 在位：1323年 - 1325年）

マゾフシェ・ピャスト家
- ユーリー・トロイデノヴィチ（ポーランド名ボレスワフ） - 在位：1323年 - 1340年[2]

ゲディミナス朝
- ドミトリー・ゲディミノヴィチ（リトアニア名リュバルタス） - 在位：1340年[7] - 1349年

（1349年・ポーランド王カジミェシュ3世がガーリチを獲得。ガーリチ公位廃止。）